# Tinamus
Tinamus là một chi chim trong họ Tinamidae.